# وليام د. كولمان
وليام د. كولمان (بالإنجليزية: William D. Coleman (politician)) (و. 1842 – 1908 م) هو سياسي من ليبيريا ولد في مقاطعة فاييت (كنتاكي).